# Cedusa cubensis
Cedusa cubensis är en insektsart som beskrevs av Flynn och Kramer 1983. Cedusa cubensis ingår i släktet Cedusa och familjen Derbidae. Inga underarter finns listade i Catalogue of Life.